# Монтегю-Ванде (кантон)
Монтегю-Ванде (фр. Montaigu-Vendée) (до 24 февраля 2021 года назывался Монтегю, фр. Montaigu) — кантон во Франции, находится в регионе Пеи-де-ла-Луар, департамент Вандея. Входит в состав округа Ла-Рош-сюр-Йон.

## История
Кантон Монтегю был создан в 1790 году и его состав несколько раз менялся. Современный кантон Монтегю образован в результате реформы 2015 года.
С 1 января 2019 года состав кантона изменился: коммуны Буффере, Ла-Гионьер, Монтегю, Сен-Жорж-де-Монтегю и Сент-Илер-де-Луле  образовали новую коммуну Монтегю-Ванде, ставшую центром кантона.
24 февраля 2021 года указом № 2021-213 кантон переименован в Монтегю-Ванде. .

## Состав кантона с 1 января 2019 года
В состав кантона входят коммуны (население по данным Национального института статистики за 2019 г.):
- Базож-ан-Пайе (1 460 чел.)
- Вандрен (1 772 чел.)
- Ла-Копешаньер (1 018 чел.)
- Ле-Брузиль (2 816 чел.)
- Ла-Буасьер-де-Монтегю (2 272 чел.)
- Ла-Рабательер (999 чел.)
- Менар-ла-Баротьер (1 504 чел.)
- Монтегю-Ванде (20 424 чел.)
- Сен-Фюльжан (3 814 чел.)
- Сент-Андре-Гуль-д'Уа (1 892 чел.)
- Трез-Сетье (3 280 чел.)
- Шавань-ан-Пайе (3 552 чел.)
- Шоше (2 469 чел.)

## Политика
На президентских выборах 2022 г. жители кантона отдали в 1-м туре Эмманюэлю Макрону 41,5 % голосов против 19,8 % у Марин Ле Пен и 14,1 % у Жана-Люка Меланшона; во 2-м туре в кантоне победил Макрон, получивший 69,0 % голосов. (2017 год. 1 тур: Франсуа Фийон – 28,4 %, Эмманюэль Макрон – 26,2 %, Марин Ле Пен – 17,2 %, Жан-Люк Меланшон – 13,8 %; 2 тур: Макрон – 73,7 %. 2012 год. 1 тур: Николя Саркози — 34,5 %, Франсуа Олланд — 21,8 %, Марин Ле Пен — 14,4 %; 2 тур: Саркози — 59,8 %).
С 2021 года кантон в Совете департамента Вандея представляют мэр коммуны Трез-Сетье Изабель Ривьер (Isabelle Rivière) (Республиканцы) и мэр коммуны Шавань-ан-Пайе Эрик Салаэн (Éric Salaün) (Разные правые).
|                | Кандидаты                          | Партия                   | Первый тур | Первый тур     | Второй тур | Второй тур |
| Кол-во голосов | Кандидаты                          | Партия                   | % голосов  | Кол-во голосов | % голосов  |            |
| -------------- | ---------------------------------- | ------------------------ | ---------- | -------------- | ---------- | ---------- |
|                | Изабель Ривьер Эрик Салаэн         | Разные правые            | 6 839      | 70,94          | 7 308      | 79,84      |
|                | Мари-Тереза Видьяни Патрик Рабийер | Левый блок – Зелёные     | 1 656      | 17,18          | 1 845      | 20,16      |
|                | Габриэль де Шабо Жаклин Дьёлангар  | Национальное объединение | 1 145      | 11,88          |            |            |

|                | Кандидаты                         | Партия             | Первый тур | Первый тур |
| Кол-во голосов | Кандидаты                         | Партия             | % голосов  |            |
| -------------- | --------------------------------- | ------------------ | ---------- | ---------- |
|                | Вильфрид Монтасье Изабель Ривьер  | Правый блок        | 10 159     | 60,23      |
|                | Мари-Одиль Говри Габриэль де Шабо | Национальный фронт | 3 478      | 20,62      |
|                | Жан-Пьер Гулет Мари Фонтено       | Левый блок         | 2 435      | 14,44      |
|                | Армель Жадло Патрик Сюшо          | Левый фронт        | 794        | 4,71       |